# Gore (Lous and the Yakuza)
Gore è l'album in studio di debutto della cantante belga Lous and the Yakuza, pubblicato il 16 ottobre 2020.

## Tracce
1. Dilemme – 3:07
2. Bon acteur – 2:19
3. Téléphone sonne – 3:05
4. Dans la hess – 2:49
5. Tout est gore – 3:01
6. Amigo – 2:36
7. Messes basses – 3:14
8. Courant d'air – 2:49
9. Quatre heur du matin – 3:02
10. Solo – 3:13

## Classifiche
| Classifica (2020) | Posizione massima |
| ----------------- | ----------------- |
| Belgio (Fiandre)  | 23                |
| Belgio (Vallonia) | 16                |
| Francia           | 39                |